# Bistum Barra do Piraí-Volta Redonda

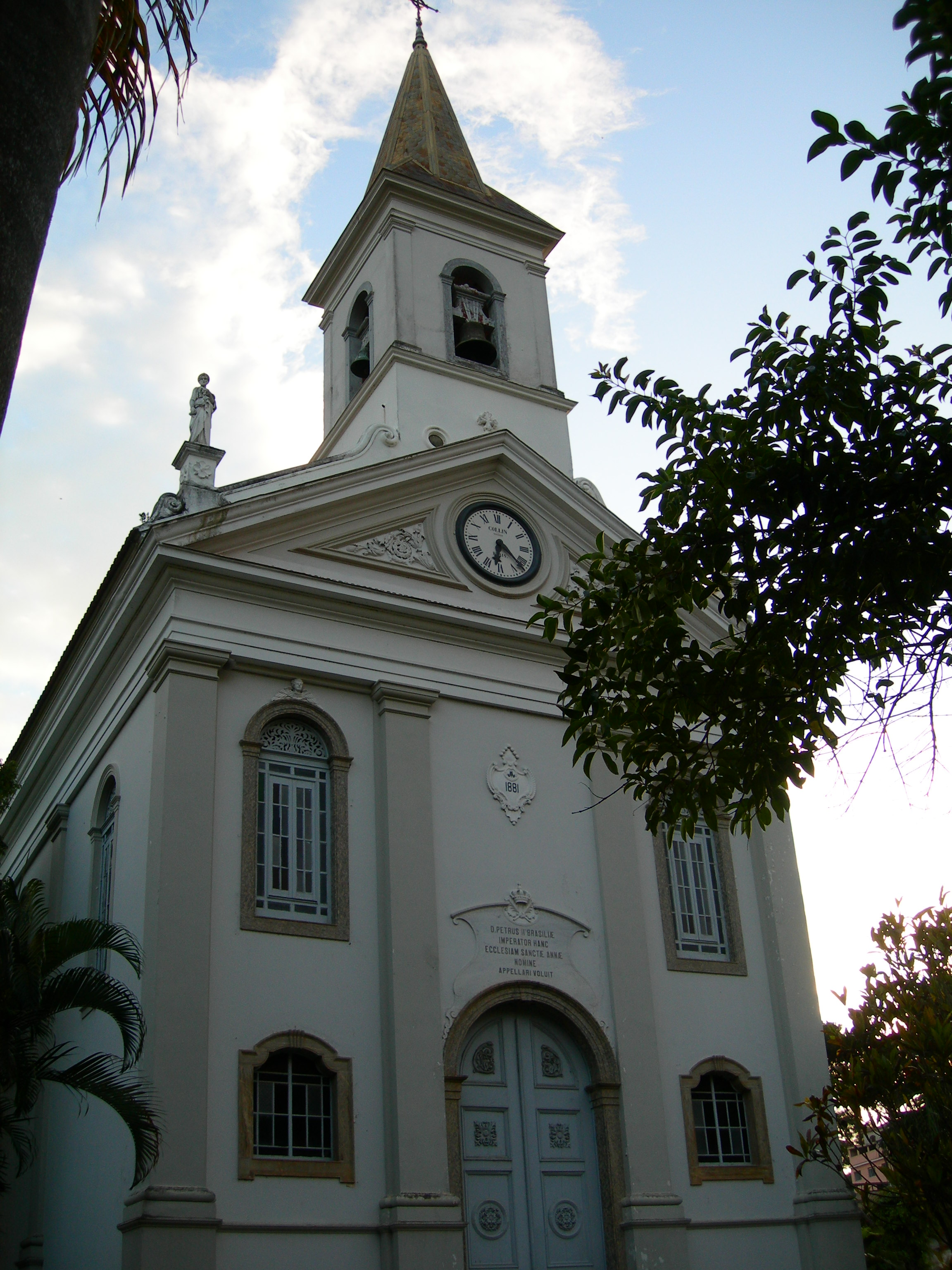
Kathedrale Sant’Ana in Barra do Piraí

Das Bistum Barra do Piraí-Volta Redonda (lateinisch Dioecesis Barrensis de Pirai-Voltaredondensis, portugiesisch Diocese de Barra do Piraí-Volta Redonda) ist eine in Brasilien gelegene römisch-katholische Diözese mit Sitz in Volta Redonda im Bundesstaat Rio de Janeiro.

## Geschichte
Das Bistum Barra do Piraí-Volta Redonda wurde am 4. Dezember 1922 durch Papst Pius XI. mit der Apostolischen Konstitution Ad supremae Apostolicae Sedis aus Gebietsabtretungen des Bistums Niterói als Bistum Barra do Piraí errichtet. Es wurde dem Erzbistum São Sebastião do Rio de Janeiro als Suffraganbistum unterstellt. Am 27. März 1925 gab das Bistum Barra do Piraí Teile seines Territoriums zur Gründung des Bistums Valença ab. Weitere Gebietsabtretungen erfolgten am 13. April 1946 zur Gründung des Bistums Petrópolis und am 26. März 1960 zur Gründung des Bistums Nova Friburgo.
Am 26. Januar 1965 wurde das Bistum Barra do Piraí in Bistum Barra do Piraí-Volta Redonda umbenannt. Das Bistum Barra do Piraí-Volta Redonda gab am 14. März 1980 Teile seines Territoriums zur Gründung des Bistums Itaguaí ab.

## Ordinarien

### Bischöfe von Barra do Piraí
- Guilherme Müller, 1925–1935
- José André Coimbra, 1938–1955, dann Bischof von Patos de Minas
- Agnelo Rossi, 1956–1962, dann Erzbischof von Ribeirão Preto
- Altivo Pacheco Ribeiro, 1963–1965

### Bischöfe von Barra do Piraí-Volta Redonda
- Altivo Pacheco Ribeiro, 1965–1966, dann Bischof von Araçuaí
- Waldyr Calheiros Novaes, 1966–1999
- João Maria Messi OSM, 1999–2011
- Francisco Biasin, 2011–2019
- Luiz Henrique da Silva Brito, seit 2019